# 福德城 (阿拉巴馬州)
福德城（英語：Ford City）是一個位於美國阿拉巴馬州科爾伯特縣的非建制地區。該地的面積和人口皆未知。

## 地理
福德城的座標為34°47′09″N 87°31′43″W / 34.78583°N 87.52861°W，而該地最高點為海拔高度167米（即548英尺）。